# Rosenchampinjon
Rosenchampinjon (Agaricus porphyrizon) är en svampart som beskrevs av P.D. Orton 1960. Agaricus porphyrizon ingår i släktet champinjoner och familjen Agaricaceae.   Inga underarter finns listade i Catalogue of Life.
I den svenska databasen Dyntaxa används istället namnet Agaricus porphyrrhizon för samma taxon.  Arten är reproducerande i Sverige.

## Källor

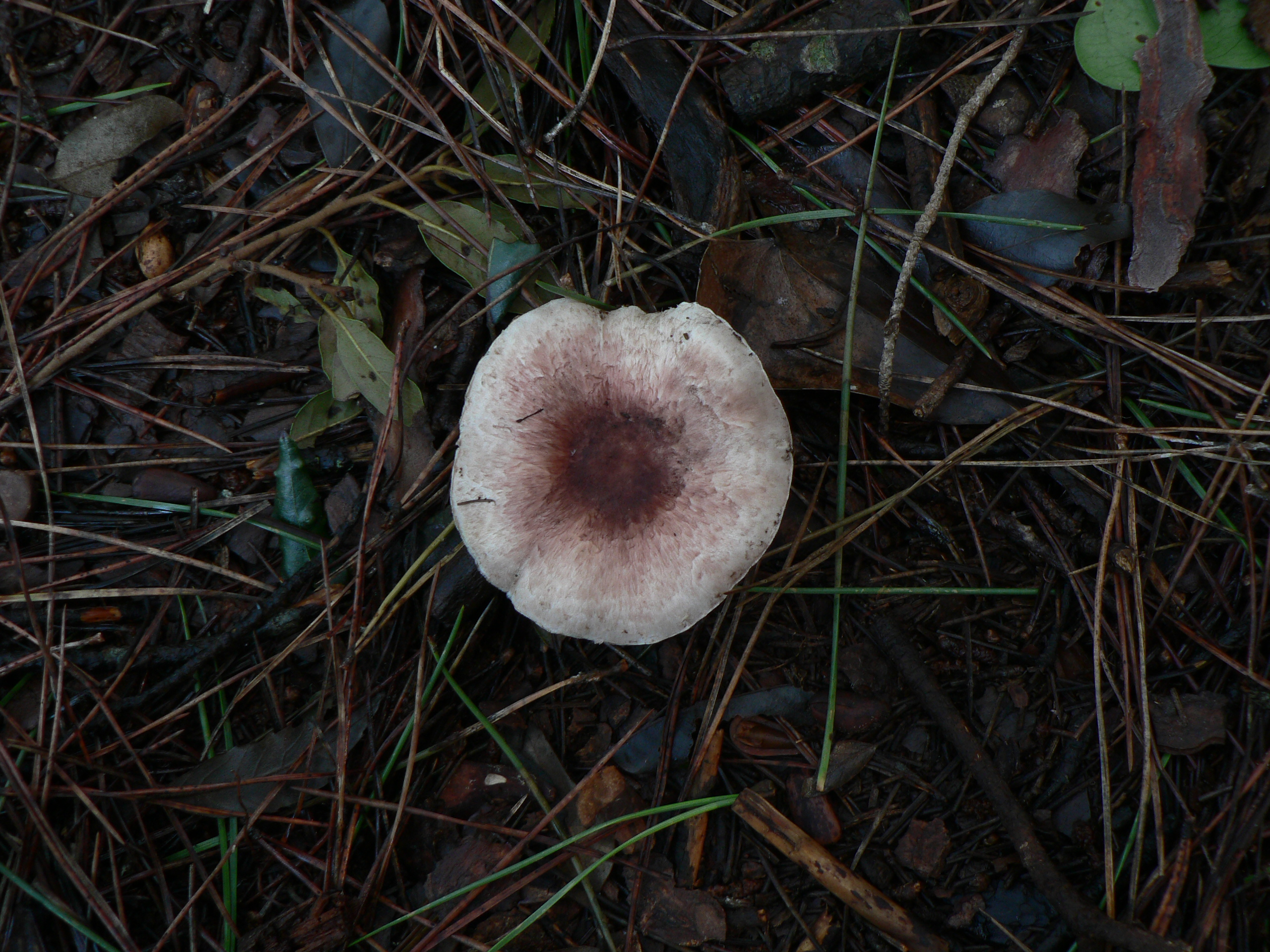
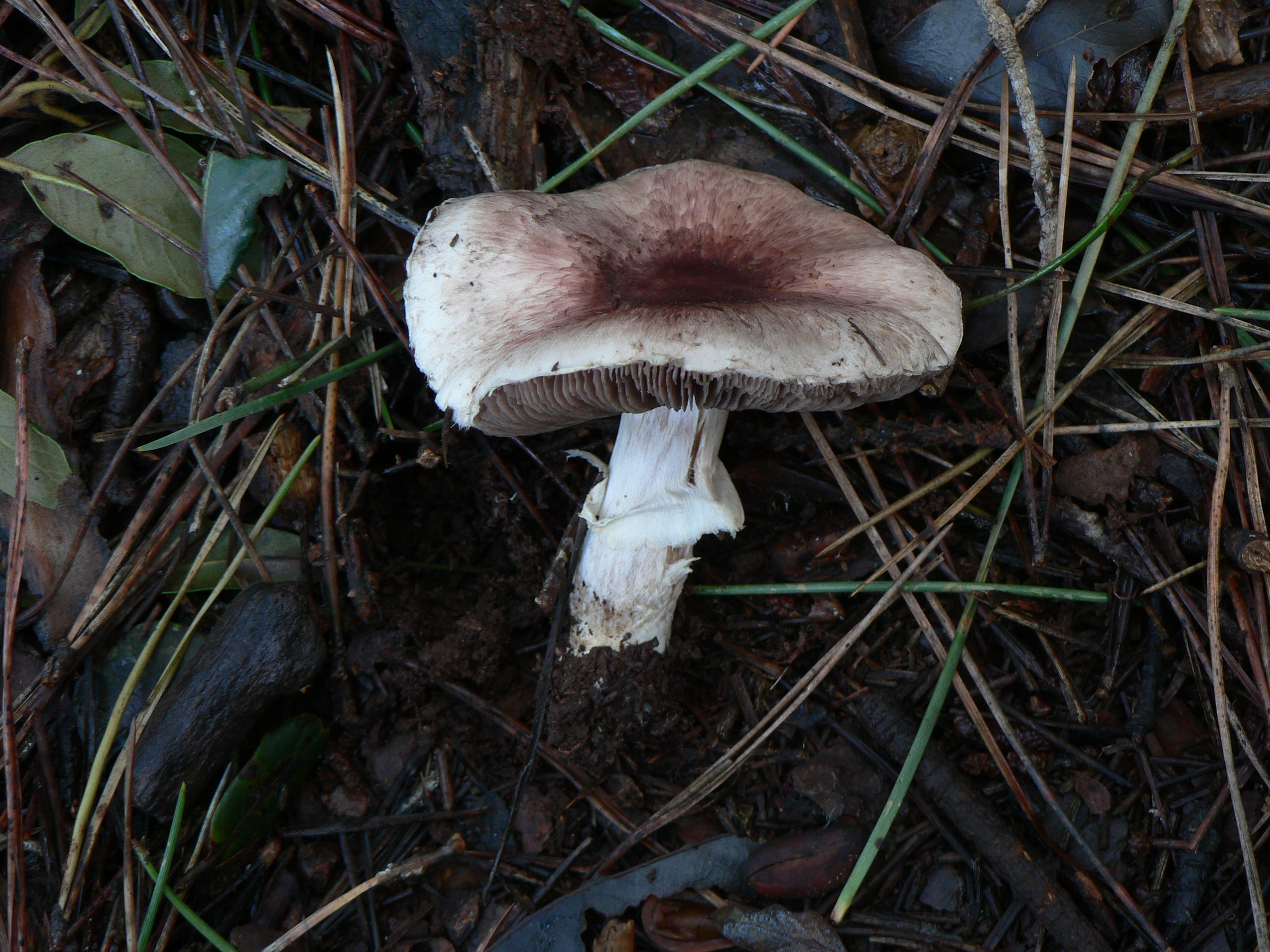
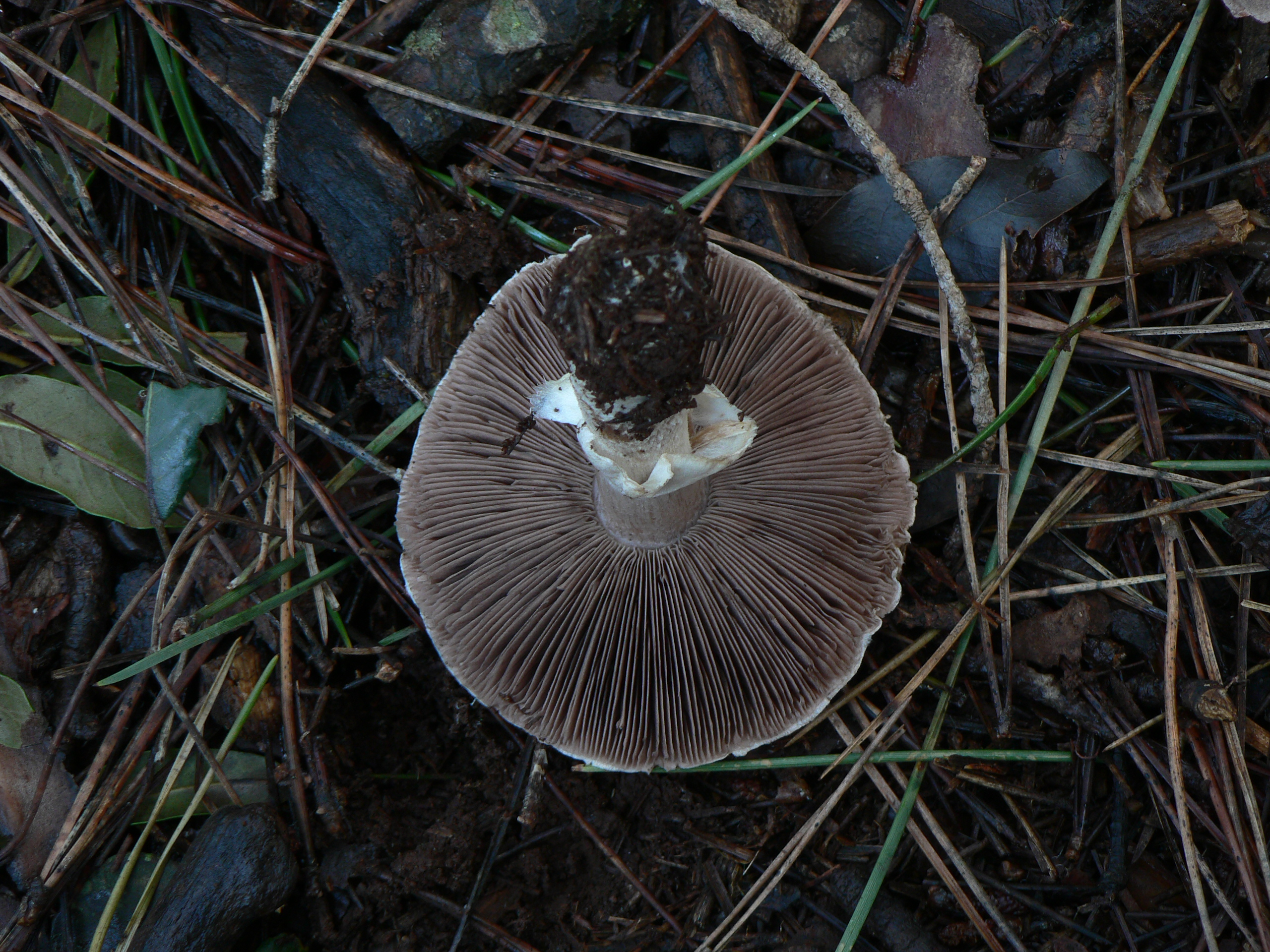